# Elefantöra (svampdjur)
Elefantöra (Phakellia ventilabrum) är ett svampdjur som  är utbrett längs Europas Atlantkust, norrut till Norge, och omkring Brittiska öarna. Utanför Sveriges västkust har elefantörat hittas på stenblock och andra liknande hårda underlag. Det kan leva på ganska djupa vatten, ner till omkring 200 meter. Svampdjuret är gråaktigt och kännetecknas av en solfjäder- till trattliknande kropp med ojämna kanter och smalare bas, som på ett öra.